# ليكس بانينج
ليكس بانينج (بالإنجليزية: Lex Banning)‏ هو شاعر أسترالي، ولد في 1921، وتوفي في 1965.